# Chouzé-sur-Loire
Chouzé-sur-Loire és un municipi francès, situat al departament de l'Indre i Loira i a la regió de Centre – Vall del Loira. L'any 2007 tenia 2.079 habitants.

## Demografia

### Població
El 2007 la població de fet de Chouzé-sur-Loire era de 2.079 persones. Hi havia 892 famílies, de les quals 264 eren unipersonals (120 homes vivint sols i 144 dones vivint soles), 344 parelles sense fills, 240 parelles amb fills i 44 famílies monoparentals amb fills.
La població ha evolucionat segons el següent gràfic:
Habitants censats

### Habitatges
El 2007 hi havia 1.146 habitatges, 901 eren l'habitatge principal de la família, 127 eren segones residències i 118 estaven desocupats. 1.070 eren cases i 53 eren apartaments. Dels 901 habitatges principals, 676 estaven ocupats pels seus propietaris, 197 estaven llogats i ocupats pels llogaters i 28 estaven cedits a títol gratuït; 18 tenien una cambra, 65 en tenien dues, 189 en tenien tres, 257 en tenien quatre i 373 en tenien cinc o més. 619 habitatges disposaven pel capbaix d'una plaça de pàrquing. A 439 habitatges hi havia un automòbil i a 358 n'hi havia dos o més.

### Piràmide de població
La piràmide de població per edats i sexe el 2009 era:
| Homes | Edats   | Dones |
| ----- | ------- | ----- |
| 4     | 95 o +  | 4     |
| 8     | 90 a 94 | 4     |
| 12    | 85 a 89 | 32    |
| 28    | 80 a 84 | 20    |
| 40    | 75 a 79 | 64    |
| 68    | 70 a 74 | 84    |
| 56    | 65 a 69 | 72    |
| 68    | 60 a 64 | 72    |
| 28    | 55 a 59 | 44    |
| 72    | 50 a 54 | 64    |
| 72    | 45 a 49 | 72    |
| 60    | 40 a 44 | 64    |
| 68    | 35 a 39 | 60    |
| 68    | 30 a 34 | 76    |
| 48    | 25 a 29 | 72    |
| 48    | 20 a 24 | 48    |
| 48    | 15 a 19 | 40    |
| 60    | 10 a 14 | 60    |
| 72    | 5 a 9   | 52    |
| 44    | 0 a 4   | 60    |

## Economia
El 2007 la població en edat de treballar era de 1.242 persones, 836 eren actives i 406 eren inactives. De les 836 persones actives 758 estaven ocupades (406 homes i 352 dones) i 79 estaven aturades (38 homes i 41 dones). De les 406 persones inactives 174 estaven jubilades, 66 estaven estudiant i 166 estaven classificades com a «altres inactius».

### Ingressos
El 2009 a Chouzé-sur-Loire hi havia 877 unitats fiscals que integraven 2.061 persones, la mediana anual d'ingressos fiscals per persona era de 15.372 €.

### Activitats econòmiques
Dels 65 establiments que hi havia el 2007, 3 eren d'empreses alimentàries, 1 d'una empresa de fabricació de material elèctric, 3 d'empreses de fabricació d'altres productes industrials, 18 d'empreses de construcció, 14 d'empreses de comerç i reparació d'automòbils, 3 d'empreses de transport, 6 d'empreses d'hostatgeria i restauració, 1 d'una empresa financera, 1 d'una empresa immobiliària, 5 d'empreses de serveis, 5 d'entitats de l'administració pública i 5 d'empreses classificades com a «altres activitats de serveis».
Dels 21 establiments de servei als particulars que hi havia el 2009, 1 era una oficina de correu, 1 taller de reparació d'automòbils i de material agrícola, 2 paletes, 4 guixaires pintors, 4 fusteries, 4 lampisteries, 1 electricista, 3 perruqueries i 1 restaurant.
Dels 8 establiments comercials que hi havia el 2009, 1 era una botiga de més de 120 m², 3 fleques, 2 carnisseries, 1 una peixateria i 1 una botiga de roba.
L'any 2000 a Chouzé-sur-Loire hi havia 92 explotacions agrícoles que ocupaven un total de 1.927 hectàrees.

## Equipaments sanitaris i escolars
L'únic equipament sanitari que hi havia el 2009 era una farmàcia.
El 2009 hi havia 3 escoles elementals.

## Poblacions més properes
El següent diagrama mostra les poblacions més properes.